# Beton
Beton er et byggemateriale, der består af cement (typisk Portlandcement), sand, sten og vand. Anvendes andet end sten (f.eks. letklinker), navngives betonblandingen efter det materiale. Blandingsforholdet angives som vægtandele af de tre første bestanddele. Vandmængden anvendes til at regulere styrken – mindre vand giver højere styrke.
Som byggemateriale udmærker det sig ved at være formbart under støbningen, have høj trykstyrke efter hærdningen og god vejrbestandighed. Ved at indstøbe armeringsjern (dvs. stålstænger), øges trækstyrken markant. Det kaldes armeret beton eller jernbeton. Denne egenskab udnyttes bl.a. i bjælker af beton, da de uden armering knækker forholdsvist nemt. Med armering kan bjælkens styrke øges betragteligt.
I dag findes der mange forskellige typer beton. Alt efter hvilke egenskaber man har brug for i sin beton, kan man vælge imellem typer så som lynbeton, grovbeton og gasbeton.

## Historie
Betonen er en gammel opfindelse. Vi ved, at der i Oldtidens Grækenland og blandt etruskerne blev fremstillet et materiale, der minder om beton. Det blev anvendt til bygningsværker som bygninger, akvædukter og broer. Og en stor del af dem findes fortsat, bl.a. Pantheons kuppel, der spænder 45 meter.
Takket være den romerske arkitekt Vitruvius' værk Ti bøger om arkitektur, har vi i dag et ret godt kendskab til, hvordan man fremstillede datidens bindemiddel: Der var tale om en blanding af kalk og kiselsyre. Ved tilsætning af vand, sker der en kemisk reaktion mellem de tre materialer, som danner kalciumsilikathydrat ("CSH" – CaO+SiO2+H2O). Denne teknik var tabt, til man fandt Vitruvius' værk i år 1414. Kalk er fortsat hovedbestanddelen i moderne betonblandinger.
Der er visse undersøgelser, som peger på, at det gamle Egypten ved opførelsen af den store pyramide i Giza kendte til fremstillingen af kunstige sandsten – en form for beton.

## Genbrug
Tidligere deponerede man brokkerne fra nedrevne betonkonstruktioner. I dag knuses affaldet i stigende grad, så det kan genanvendes som bærelag for nye veje. Sammen med knust asfalt indgår knust beton i produktet genbrugsstabil. Knust beton kan også erstatte sten og grus i ny beton til mindre krævende nybyggerier.